# Le Signal de l'amour
Pour plus de détails, voir Fiche technique et Distribution.

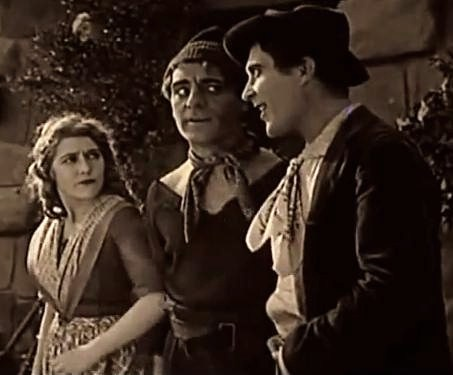
Mary Pickford, Jean de Briac et Raymond Bloomer

Le Signal de l’amour (The Love Light) est un film muet américain de Frances Marion, sorti en 1921.

## Synopsis
Angela est responsable du phare près d'un village de pêcheurs en Italie, depuis que ses deux frères, Antonio et Mario, sont au front. Un jour elle trouve un marin étranger rejeté par la mer, qui dit être américain. Angela s'occupe de lui, ils tombent amoureux et se marient secrètement. En l'aidant à s'enfuir, elle réalise qu'il a en fait aidé un espion allemand et cause la mort d'un de ses frères. Toutefois, l'étranger tombe d'une falaise et se tue. Angela a donné naissance à un enfant et, supportant difficilement que son amoureux Giovanni soit revenu aveugle de la guerre, elle donne le bébé à Maria, qui avait perdu le sien. Maria se noie lors d'une tempête, mais Angela sauve l'enfant et trouve le bonheur avec Giovanni.

## Fiche technique
- Titre original : The Love Light
- Titre français : Le Signal de l’amour
- Réalisation : Frances Marion, assisté de Nat G. Deverich et Alfred L. Werker (tous deux non crédité)
- Scénario : Frances Marion
- Direction artistique : Stephen Goosson
- Photographie : Charles Rosher, Henry Cronjager
- Montage : Stuart Heisler
- Production : Mary Pickford
- Société de production : The Mary Pickford Company
- Société de distribution : United Artists
- Pays de production :  États-Unis
- Langue originale : anglais
- Format : Noir et blanc — 35 mm — 1,37:1 — Muet
- Genre : Mélodrame
- Durée : 89 minutes
- Date de sortie : 
  - États-Unis : 9 janvier 1921
- Licence : domaine public

## Distribution
- Mary Pickford : Angela
- Fred Thomson : Joseph
- Raymond Bloomer : Giovanni
- Evelyn Dumo : Maria
- Edward Phillips : Mario
- Albert Prisco : Pietro
- George Regas : Tony
- Jean de Briac : Antonio